# Distichophyllum rigidicaule
Distichophyllum rigidicaule är en bladmossart som beskrevs av Brotherus 1907. Distichophyllum rigidicaule ingår i släktet Distichophyllum och familjen Hookeriaceae. Inga underarter finns listade i Catalogue of Life.